# Palagianello
Palagianello é uma comuna italiana da região da Puglia, província de Taranto, com cerca de 7.480 habitantes. Estende-se por uma área de 43 km², tendo uma densidade populacional de 174 hab/km². Faz fronteira com Castellaneta, Mottola, Palagiano.

## Demografia
| Variação demográfica do município entre 1861 e 2011                               |
|                                                                                   |
| Fonte: Istituto Nazionale di Statistica (ISTAT) - Elaboração gráfica da Wikipedia |